# Bahate (Bilohirsk)
Bahate (în ucraineană Багате) este localitatea de reședință a comunei Bahate din raionul Bilohirsk, Republica Autonomă Crimeea, Ucraina.

## Demografie
Componența lingvistică a localității Bahate
     Rusă (53,39%)
     Tătară crimeeană (39,36%)
     Ucraineană (6,59%)
     Alte limbi (0,18%)
Conform recensământului din 2001, majoritatea populației localității Bahate era vorbitoare de rusă (53,39%), existând în minoritate și vorbitori de tătară crimeeană (39,36%) și ucraineană (6,59%).